# Чемпионат Германии по футболу 1903/1904
Чемпионат Германии по футболу 1903/1904 — 2-й розыгрыш Чемпионата Германии по футболу (нем. Deutsche Fußballmeisterschaft). Турнир начался 24 апреля 1903 года, а финал должен был состояться 29 мая 1904 года. Победитель этого турнира не выявлен, ибо финал не был проведен.
В чемпионате участвовало 8 команд: «Лейпциг», «АРБФ Ганновер», «Германия 87» Гамбург, «Виктория 96» Магдебург, «Британния 92» Берлин, «Карлсруэ ФФ», «Дуйсбургер» и «Касселлер».

## Предварительные игры
| «Британния 92» Берлин | 6:1 | «Карлсруэр» Карлсруэ |
| --------------------- | --- | -------------------- |
|                       |     |                      |

| «Германия 87» Гамбург | 11:0 | «АРБФ Ганновер» |
| --------------------- | ---- | --------------- |
|                       |      |                 |

| «Лейпциг» | 1:0 | «Виктория 96» Магдебург |
| --------- | --- | ----------------------- |
|           |     |                         |

| «Дуйсбургер» Дуйсбург | 5:3 | «Касселлер» Кассель |
| --------------------- | --- | ------------------- |
|                       |     |                     |

## 1/2 финала
| «Германия 87» Гамбург | 1:3 | «Британния 92» Берлин |
| --------------------- | --- | --------------------- |
|                       |     |                       |

| «Лейпциг» | 3:2 | «Дуйсбургер» Дуйсбург |
| --------- | --- | --------------------- |
|           |     |                       |

## Финал
| «Лейпциг» | х:х (не состоялся) | «Британния 92» Берлин |
| --------- | ------------------ | --------------------- |
|           |                    |                       |